# Гойдина, Элина
Элина Гойдина (эст. Elina Goidina; род. 3 мая 2010, Таллин) — эстонская фигуристка, выступающая в одиночном катании. Чемпионка Эстонии (2024), серебряный призёр чемпионата Эстонии (2025) и серебряный призер Европейского юношеского олимпийского фестиваля (2025).
По состоянию на 14 марта 2025 года занимает 53-е место в рейтинге Международного союза конькобежцев.

## Карьера
Элина Гойдина встала на коньки в 2014 году. С 2022 года сотрудничает с тренером Сергеем Розановым, до этого её тренерами были Анна Леванди и Александр Денисенко. Дебютировала на национальном чемпионате среди взрослых в конце 2022 года, тогда ей удалось занять шестое место. В 2023 году участвовала в юниорском первенстве страны и заняла 4 место. В 2024 году стала чемпионкой Эстонии, а в следующем сезоне заняла второе место. На юниорском чемпионате мира 2024 года, который проходил в Тайбэе, заняла 11 место. Дважды становилась чемпионкой Эстонии среди юниоров.
На юниорском чемпионате мира по фигурному катанию в Венгрии, который проходил в 2025 году, заняла седьмое место в женском одиночном катании с результатом 182,18 балла. 13 ферваля 2025 года завоевала серебряную медаль в женском одиночном катании на Европейском юношеском олимпийском фестивале, который проходил в Бакуриани.

## Программы
| Сезон     | Короткая программа                                                                               | Произвольная программа                                                                      | Показательные номера |
| --------- | ------------------------------------------------------------------------------------------------ | ------------------------------------------------------------------------------------------- | -------------------- |
| 2024—2025 | - «Kill the Target by Hotei» из фильма «Ангелы и демоны») Эрик Серра хореография: Сергей Розанов | - «Angels and Demons» (из фильма «Ангелы и демоны») Ханс Циммер хореография: Сергей Розанов |                      |

## Результаты
| Соревнования                                | 21/22                       | 22/23                       | 23/24                       | 24/25                       |
| Международные                               | Международные               | Международные               | Международные               | Международные               |
| Международные среди юниоров                 | Международные среди юниоров | Международные среди юниоров | Международные среди юниоров | Международные среди юниоров |
| ------------------------------------------- | --------------------------- | --------------------------- | --------------------------- | --------------------------- |
| Чемпионаты мира среди юниоров               |                             |                             | 11                          | 7                           |
| Европейский юношеский Олимпийский фестиваль |                             |                             |                             | 2                           |
| Ephesus Cup                                 |                             |                             |                             | 1                           |
| Volvo Open Cup                              |                             |                             | 1                           |                             |
| Denkova-Staviski Cup                        |                             |                             | 1                           |                             |
| Black Sea Ice Cup                           |                             |                             | 1                           |                             |
| Lounakeskus Trophy                          |                             |                             | 1                           |                             |
| Ephesus Cup                                 |                             |                             | 1                           |                             |
| 17th Europa Cup Skate Helena                |                             |                             | 4                           |                             |
| Bosphorus Cup                               |                             | 3                           |                             |                             |
| Национальные                                |                             |                             |                             |                             |
| Чемпионат Эстонии                           | 6                           | 6                           | 1                           | 2                           |
| Чемпионат Эстонии                           |                             | 4 J                         | 1 J                         | 1 J                         |
| J = юниорский;                              |                             |                             |                             |                             |